# لارا بافلوفيتش
لارا بافلوفيتش (14 ديسمبر 1998 في كرواتيا - ) هي لاعبة كرة يد كرواتيا.